# Debate sobre el aborto en el libertarismo
El libertarismo promueve la libertad individual y busca minimizar el papel del Estado. En el debate sobre el aborto, prácticamente la unanimidad de los teóricos legales libertarios, así como la gran mayoría de militantes libertarios, apoyan el acceso legal al aborto como parte de su defensa general de los derechos individuales, especialmente con respecto a lo que consideran el derecho de la mujer al control sobre su cuerpo en base al principio de no agresión y el derecho a la propiedad de uno mismo.

Sin embargo existe una pequeña minoría de libertarios que opina que principios como el principio de no agresión y el derecho a la vida —cuya aplicación por parte de los teóricos legales libertarios generalmente se usa para sustentar el punto de vista a favor del derecho individual de la mujer a decidir— deberían interpretarse de un modo distinto al estándar libertario para que el derecho a la vida se aplique desde la concepción en favor del feto dentro del útero, por lo que se oponen al aborto legal.

## Apoyo a la legalización del aborto
La filósofa Ayn Rand argumentó que la noción de que el feto tiene derecho a la vida es «un sinsentido perverso» y declaró «Un embrión no tiene derechos... un niño no puede adquirir ningún derecho hasta que ha nacido». También escribió: «El aborto es un derecho moral que debería dejarse exclusivamente a discreción de la mujer involucrada; moralmente, no se debe considerar nada más que su deseo».
El teórico Murray Rothbard escribió que «ningún ser tiene derecho, sin consentimiento, a vivir como parásito del cuerpo de otra persona» y que por tanto la mujer tiene derecho a expulsar al feto de su cuerpo en cualquier momento. Sin embargo éste argumento ha sido contraatacado bajo el marco de la "responsabilidad y el deber" por grupos libertarios en contra de la legalización del aborto, al ser aquel feto producto de una relación sexual consentida, librándose así de toda responsabilidad. Sin embargo, también explicó que «todo bebé posee, desde el momento en que nace, y por tanto ya no está contenido en el cuerpo de la madre, el derecho de la propiedad de sí mismo gracias a ser una entidad separada y un adulto potencial. Por tanto, debe ser ilegal la violación de los derechos del bebé y la agresión a su persona a través de la mutilación, la tortura, el asesinato, etc.». Rothbard también se opuso a toda interferencia del Estado en el derecho de cada localidad a crear sus propias leyes, por lo que estuvo en contra de la decisión de la Corte Suprema de los Estados Unidos en el Caso Roe contra Wade. Él pensaba que los estados federados debían poder crear sus propias políticas respecto al aborto. También se opuso a la financiación mediante impuestos de las clínicas de aborto, escribiendo «es especialmente monstruoso forzar a todos aquellos que aborrecen el aborto a pagar por lo que consideran un asesinato».

### Posición de los partidos políticos libertarios
El Partido Libertario de Estados Unidos manifiesta lo siguiente: «Reconociendo que el aborto es un tema sensible y que la gente puede tener opiniones de buena fe desde todos los puntos de vista, creemos que el Gobierno debería mantenerse fuera del asunto, dejando esta cuestión para la consideración personal de cada uno».
El Partido Libertario de España declaró en su programa marco que «el Estado debe ser neutro
respecto a las decisiones morales de los ciudadanos que no afecten otros. El P-LIB constata la falta de consenso existente en la sociedad
respecto a la naturaleza del aborto, y afirma la libertad de las mujeres para tomar tan difícil decisión sin coacciones de ningún tipo durante la primera etapa de la gestación». Asimismo, «exige un respeto escrupuloso al derecho a la objeción de conciencia», tanto del personal sanitario como de sus afiliados y cargos electos.

## "Evictionism" La postura de Walter Block
Walter Block, escritor rothbardiano y profesor de economía en la Universidad Loyola  Nueva Orleans, ofrece una alternativa a la elección estándar entre "pro-vida" y "pro-elección" que él denomina "evictionism". Según esta teoría moral, el acto del aborto debe separarse conceptualmente en los actos de (a) desalojo del feto del útero; y (b) asesinato del feto. Partiendo de la postura libertaria contra el allanamiento y el asesinato, Block apoya el derecho al primer acto, pero salvo en determinadas circunstancias, no al segundo. Cree que la mujer puede abortar legalmente si (a) el feto no es viable fuera del útero, o (b) la mujer ha anunciado públicamente su abandono del derecho a la custodia de un feto viable, y éste no ha sido reclamado.

## Oposición a la legalización del aborto
El extinto movimiento libertario antiabortista Libertarians for Life argumentaba que los humanos tienen, en los estados de cigoto, embrión y feto, los mismos derechos que los neonatos y etapas posteriores. La activista Doris Gordon, perteneciente a este grupo, recurría un interpretación inusual del principio de no agresión para intentar sustentar este punto de vista.
El senador republicano Rand Paul se identifica a sí mismo como «totalmente provida» y apoya «cualquier legislación que pueda acabar con el aborto o conducirnos hacia el final del aborto». Sin embargo Rand Paul también comparte el enfoque de solución descentralista de su padre Ron Paul, quien planteó que en casos de diferencias de valores y costumbres entre grupos con respecto al aborto (como es el caso en nuestros días), debe primar la solución localmente más cercana, que para Ron Paul es la legislación por estado federado.